# Villa Barberis
Villa Barberis è una storica residenza eclettica di Baveno sul lago Maggiore in Italia.

## Storia
La villa venne eretta nei primi anni del XX secolo per volere di Alberto Barberis, vercellese cosmopolita che visse a lungo in Oriente.

## Descrizione
L'edificio presenta uno stile eclettico dalle connotazioni esotiche. La facciata rivolta sul lago è caratterizzata da una grande loggia e da un minareto. Le ricche decorazioni includono raffigurazioni in altorilievo sul timpano curvilineo ritraenti la cupola della basilica di San Gaudenzio di Novara e il campanile della basilica di Sant'Andrea di Vercelli.